# Portal des Filarete
Das Portal des Filarete ist das mittlere von fünf Eingangsportalen an der Frontseite zu St. Peter in Rom.
Geschaffen wurde das monumentale zweiflügelige Bronzetor zwischen 1433 oder 1439 und 1445 von dem Florentiner Bildhauer und Architekten Antonio Avelino, genannt Filarete und seiner Werkstatt.

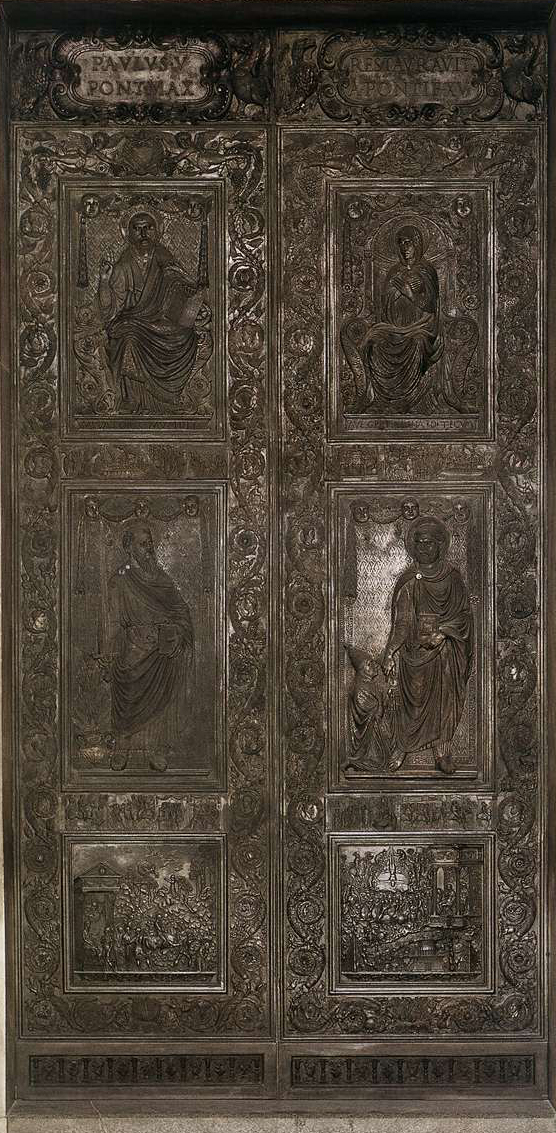
Filaretes Mittelportal zur Peterskirche

Dargestellt werden in sechs großen Feldern Christus Pantokrator und Maria, darunter Paulus und Petrus, der Papst Eugen IV. den Schlüssel überreicht, und in den unteren Feldern das Martyrium der beiden Apostel: die Enthauptung des Paulus und die Kreuzigung des Petrus. Zwischen den sechs Hauptbildern sind wichtige Ereignisse aus der Vita des Auftraggebers dargestellt. Der florale Rahmenfries enthält Szenen aus der griechischen Mythologie, aus Fabeln des Aesop, Szenen aus der von Livius überlieferten römischen Geschichte und aus den Eklogen Vergils.
Die Bilder des Portals folgen einer gelehrten theologischen, vom frühen Humanismus geprägten Ikonographie. Bildlich vermittelt werden sollen Probleme der Zeit, in denen das Konzil dem Papsttum den Anspruch auf den Primat streitig machte.
Das Tor bleibt in der Regel geschlossen und wird nur zu bestimmten Festen geöffnet.

## Maße und Material

Plan der Peterskirche, Nr. 5.: Mittelportal des Filarete

Die beiden Flügel des Tors sind je 6,35 m hoch und 1,79 m breit. Auf einem hölzernen Kern sind Bronzeplatten angebracht. Ursprünglich waren die Platten mit farbigem Emaildekor versehen, von dem jedoch kaum noch Spuren erhalten sind. Innen ist die Tür ebenfalls mit Bronzeblech verkleidet und bis auf einen schmalen Streifen am Fuß eines Flügels ohne bildnerische Gestaltung.

## Auftraggeber
Stifter des Tors war Papst Eugen IV. Condulmer, der es 1431 zur Ausstattung von Alt-Sankt Peter, dem Vorgängerbau der heutigen Peterskirche, in Auftrag gab. Gedacht war das Tor als Erneuerung der alten Porta Argenta (Das Silberne Tor) an Alt Sankt-Peter, die im 7. Jahrhundert von Papst Honorius I. gestiftet und während des Niedergang Roms im Mittelalter ihrer silbernen Verkleidung beraubt worden war. 1445, zwei Jahre vor dem Tod des Stifters, wurde das Tor installiert.
Zwischen 1618 und 1619 wurden die Türflügel unter der Regierung Pauls V. oben und unten mit zwei breiten Streifen, die er zum Vermerk seines Namens und seines Wappens nutzte, angestückt, um sie den Maßen des Neubaus von St. Peter anzupassen. 1620 wurden sie an ihrem heutigen Ort installiert.
1962, während des Pontifikats von Johannes XXIII. wurde das Portal restauriert.

## Die Bilder
Beide Flügel des Portals sind jeweils in zwei längsrechteckige und zwei quadratische Bildfelder gegliedert, die von einem belebten Rankenfries gerahmt werden und zwischen den Bildern durch vier erzählende Bildstreifen getrennt werden.

### Christus Pantokrator und Maria
Die beiden oberen Bilder zeigen den thronenden Christus, die Rechte zum Segen erhoben, während die Linke ein aufgeschlagenes Buch auf das Knie stützt. Das Ehrentuch hinter dem prunkvollen Sessel wird von einem antikisierenden Feston mit drei Cherubimköpfen gerahmt. Marias Thron auf der gegenüberliegenden Seite steht in einer an römischer Architektur orientierten Nische mit halbrunder Apsiskalotte, die ebenfalls von einem Feston mit Engelsköpfen gerahmt wird.

### Paulus und Petrus
Die beiden Apostelfiguren heben sich plastisch vor einem flächigen, an den punzierten Goldgrund mittelalterlicher Heiligenbilder erinnernden Hintergrund ab. Paulus, in der linken Hand ein Buch, in der Rechten das erhobene Schwert, wendet sich Petrus auf der Nachbartafel zu. Rechts neben Paulus steht eine antike Amphore mit Lilienstängeln, ein Attribut, das man eher auf einer Verkündigungsszene als auf einem Apostelbild erwarten kann. Auch Petrus hält ein Buch in der linken Hand. Mit der Rechten reicht er dem vor ihm knienden Papst Eugen die Schlüssel, Hinweis auf die Schlüsselgewalt der römischen Päpste, gemäß Mt 16,13–19. Bei dieser Tafel folgt Filarete noch mit seiner bedeutungsperspektivischen Darstellung der Protagonisten dem mittelalterlichen Stifterbild.

### Das Paulusmartyrium

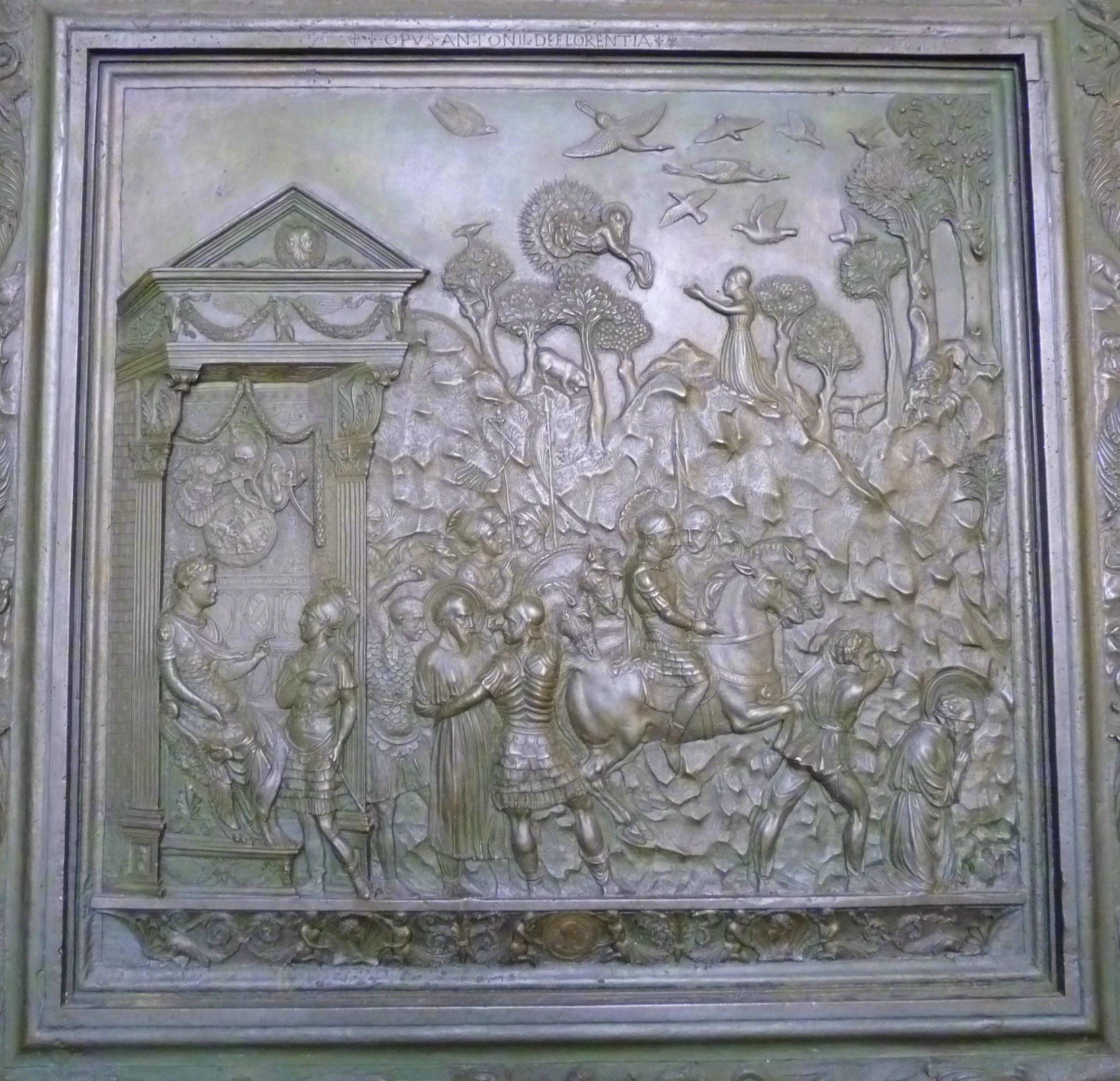
Das Martyrium des Paulus

In einer Abfolge von Szenen werden die Ereignisse von der Verurteilung, Verhaftung und Hinrichtung des Paulus erzählt. Auf der linken Seite des Bildes nimmt ein römischer Offizier die Anweisung des Kaisers entgegen. Nero thront in einer prachtvollen Ädikula. Sie ist ausgestattet mit einem Tropaion als Zeichen seiner Macht. Es folgt die Verhaftung durch ein von Reitern angeführtes Kommando und schließlich die Enthauptung des Paulus. Der Henker, dessen erster Schlag nur zu einer klaffenden Wunde am Hals des Paulus geführt hatte, holt mit dem Schwert zum Todesstoß aus.
Der Himmel ist von vielerlei Vögeln belebt, er öffnet sich und Paulus erscheint, um Plautilla, die auf einem bewaldeten Hügel kniet, einen mit seinem Märtyrerblut getränkten Schleier zu reichen. Plautilla, so erzählt die Legenda aurea, war die Mutter der Hl. Flavia Domitilla, sie war von Petrus getauft worden und Zeugin der Enthauptung des Paulus. Vor der Hinrichtung hatte sie Paulus ihren Schleier zum Verbinden seiner Augen bei der Enthauptung gereicht.

### Das Petrusmartyrium

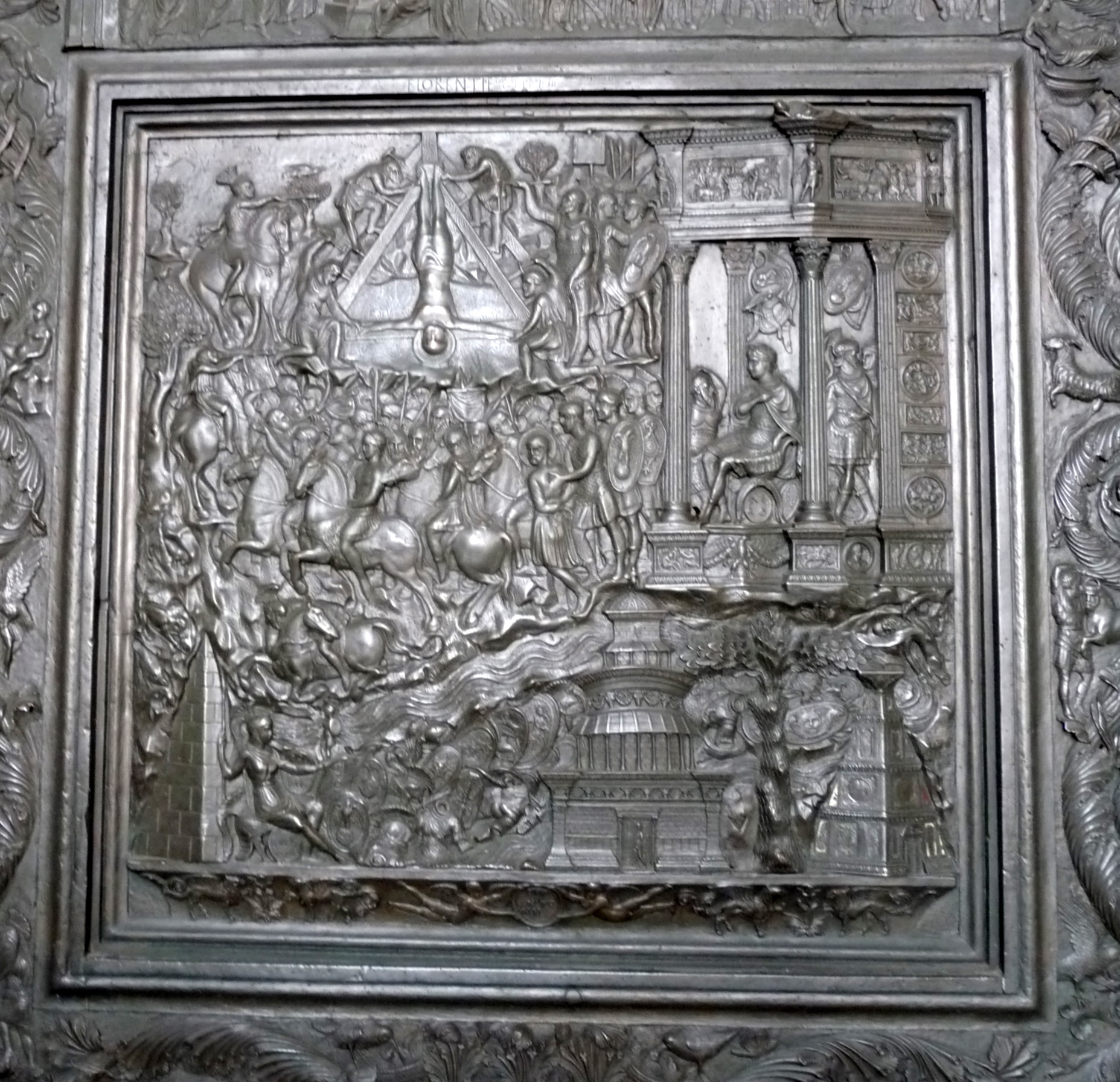
Martyrium des Petrus

Das Pendant zur Enthauptung des hl. Paulus bildet die Szenerie des Petrusmartyriums. Hoch über dem Tiber thront Kaiser Nero in seinem Palast, den Filarete als eine mit Reliefs und Trophäen reich geschmückte Ädikula andeutet. Nach der Tradition wurde Simon Petrus während seiner Regierung gekreuzigt. Zu seinen Füßen findet die Festnahme Petri statt, die Eskortierung durch eine berittene Truppe römischer Soldaten zum Ort der Hinrichtung und schließlich die Kreuzigung durch vier Henkersknechte. Sie nageln Petrus mit dem Kopf nach unten ans Kreuz, so wie es in den apokryphen sogenannten Petrusakten überliefert ist.
Im Vordergrund des Reliefs entfaltet sich ein Panorama Roms „jenseits des Tibers“, mit Cestius-Pyramide, Grabmal des Hadrian und einer weiteren Pyramide, die als Meta Romuli gedeutet worden ist. Die beiden antiken Pyramiden galten in der mittelalterlichen Vorstellung als Grabmäler der mythischen Stadtgründer Romulus und Remus. Nach den Petrusapokryphen fand die Hinrichtung des Apostels „inter duas metas“, d. h. in Rom auf antikem Boden statt.
An der Cestius-Pyramide lehnt eine weibliche Figur, durch die Inschrift ROMA als Personifikation der Stadt Rom zu erkennen. Zwischen Hadriansmausoleum und der zweiten Pyramide wächst ein Baum, in dessen Zweige drei Schilder mit Emblemen hängen. Der Baum wird als der legendäre Terebinthenbaum gedeutet, unter dem der Apostel vor seiner endgültigen Beisetzung unter dem heutigen Petersdom vorübergehend bestattet wurde. Die Schilder im Baum weisen durch ihre Embleme auf die drei damals bekannten Erdteile hin: Die ägyptische Sonnenbarke steht für Afrika, der Skorpion, in der mittelalterlichen Ikonographie Symbol für die Synagoge und das Judentum, symbolisiert Asien und ROMA schließlich steht für Europa. Die Ikonographie
entspricht hier noch der antiken Dreiteilung der Welt, während die Sonnenbarke auf das keimende Interesse der frühen Humanisten an der ägyptischen Kultur hinweist.

### Ereignisse aus dem Pontifikat Eugens IV.
Die vier schmalen Reliefs zwischen den sechs großen Bildfeldern schildern die Aufhebung des orientalischen Schismas und die Krönung Sigismunds von Luxemburg zum Kaiser.
1. Der byzantinische Kaiser Johannes VIII. Palaiologos tritt aus seiner Residenz, reist in einer Galeere über das Meer, landet in Italien und wird vom Papst empfangen.
2. Der Abt Andreas mit einer Abordnung orientalischer und ägyptischer Schismatiker empfängt vom Papst die vom Florentiner Konzil festgelegten Glaubensregeln.
3. Krönung Kaiser Sigismunds
4. Kaiser und Papst reiten zum Lateran, wo sie von einem Vertreter der Stadt mit Gefolge empfangen werden.

## Die Signaturen Filaretes

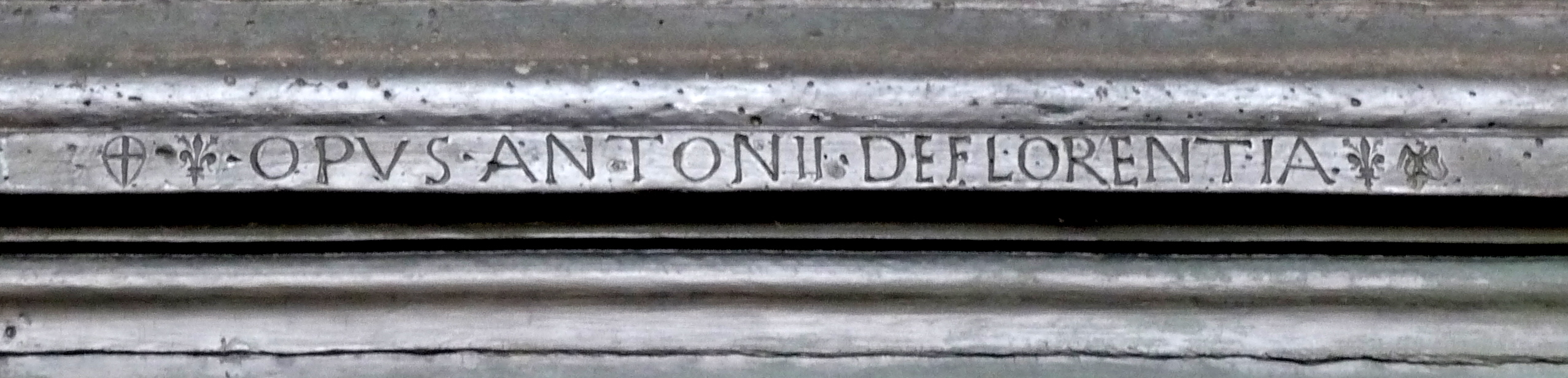
Signatur Filaretes

Filarete hat seine Autorschaft an der Schaffung des Portals an mehreren Stellen dokumentiert.
Über der Szene des Martyriums des hl. Paulus steht auf einer schmalen Leiste, die von zwei Florentiner Lilien, einem Wappenschild mit lateinischem Kreuz und einem Adler [mit Schlange?] flankierte Inschrift: OPUS – ANTONII – DE – FLORENTIA. (= Werk des Antonius aus Florenz).
Neben der Szene mit der Enthauptung des Paulus präsentieren Genien eine Medaille mit dem Kopf Filaretes im Profil, sie trägt die umlaufende Inschrift ANTONIUS – PETRI – DE – FLORENTINA – FECIT – MCCCCXLV. (= Antonius des Petrus aus Florenz hat [sie] gemacht 1445.)

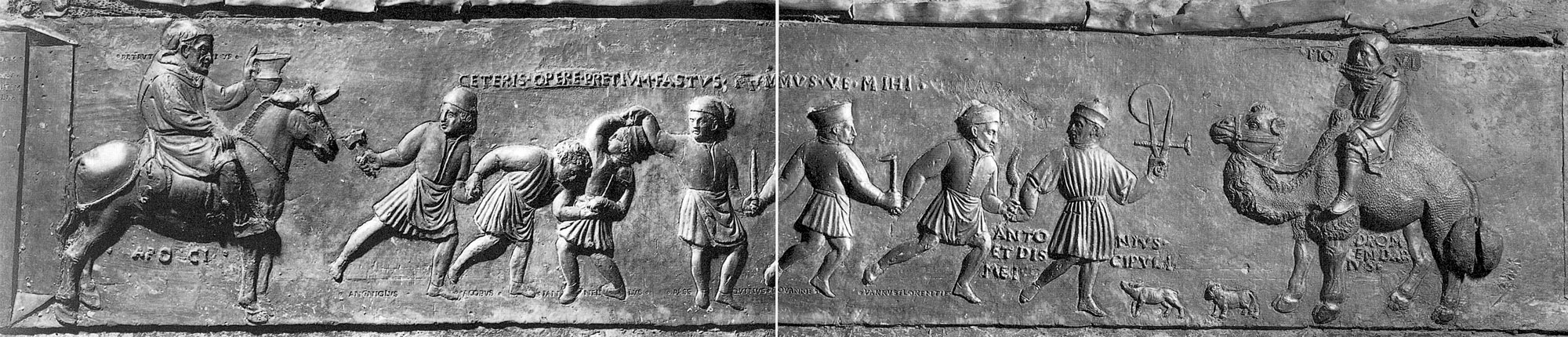
Filarete und seine Gehilfen

Schließlich gibt es ganz unten auf der Rückseite des linken Türflügels einen schmalen Bilderfries, der uns als früher „Vorläufer eines Filmabspanns“ darüber informiert, wer an dem Werk beteiligt war. Mit Wein, Musik und Tanz feiern die Beteiligten die Vollendung ihres Werks. Flankiert von zwei Reitern tanzt, angeführt von Filarete mit einem Zirkel, die ganze namentlich genannte Mannschaft einen übermütigen Reigen.
Flankiert wird der Reigen von zwei Reitern: Auf der linken Seite sitzt ein Mann, sein Name ist PATRVTIVS, auf einem Esel, am Sattel hängt der Weinschlauch und mit der Rechten hebt er den Weinkrug. Die tanzenden Männer, mit Namen AGNOLVS – IACOBVS – IANNELLVS – PASSQUINVS – IOHANNES – VARRVS – FLORENIE, sind ANTONIVS ET DISCIPVLI MEI (= Antonius und meine Schüler). Auch über das dargestellte Ereignis wird man in einem Schriftzug, der aus Filaretes Mund strömt, informiert: CETERIS OPERE PRETIVM PASTVS FVMUS VE MINI HILARITAS.
Der Panflötenspieler am Ende der Gruppe thront auf einem Dromedar, sein Name ist PIO VI, das Kamel heißt DROMEDARIUS und unter dem Esel steht der rätselhafte Vermerk: APO CI.

## Rezeption
Vasari bemängelt die künstlerische Qualität des Portals. In seinen vite schreibt er: „Wenn Papst Eugen  IV. bei seinem Beschluß, das Portal von St. Peter in Rom in Bronze ausführen zu lassen, Sorgfalt bei seiner Suche nach den exzellentesten Künstlern für diese Arbeit hätte walten lassen … wäre das Portal nicht so schlampig ausgeführt worden, wie es sich in unserer Zeit zeigt.“ Gregorovius geht es hingegen weniger um Filaretes handwerkliche Unzulänglichkeit – er nennt es „ein hartes, profanes und misslungenes Produkt“ als um Filaretes unbefangene Verquickung sakraler und theologischer Themen mit, für den Geschmack des 19. Jahrhunderts, unschicklichen antiken Göttergeschichten.
Heute gilt das Portal als ein frühes Beispiel der Antikenrezeption der Renaissance, in dem die damals neusten Erkenntnisse über die Baukunst der Römer, über römische Realien sowie Kenntnisse der humanistischen Gelehrtenszene an der Kurie über antike Geschichte, Mythologie und Literatur eingeflossen sind. Es reflektiert den Umbruch zwischen Mittelalter und beginnender Neuzeit. Während eine Antikenkenntnis auf der Höhe der Zeit, die Genauigkeit der Naturbeobachtung und eine um Genauigkeit bemühte Wiedergabe der Topographie Roms auf den Beginn der Renaissance hinweisen, sind die Kleinteiligkeit, die Freude am Detail und die Realitätsferne in der Gestaltung, wie sie sich an der Stifterfigur des Papstes zu Füßen St. Peters zeigt, noch dem Mittelalter verhaftet.